# Битка код Гроцке
Битка код Гроцке одиграла се између Аустрије и Османског царства од 21. до 22. јула 1739. године код Гроцке близу Београда. После битке Турци су заузели Београд.
Аустријску војску је послао лично цар Светог римског царства Карло VI да се суочи са турском војском и одбрани Београд. Војске су се сукобиле код Гроцке у рано јутро 21. јула. Битка је трајала цео дан и Аустријанци су поражени.